# Don’t Stop Believin’
«Don’t Stop Believin'» — песня американской рок-группы Journey. Она была выпущена в октябре 1981 года в качестве второго сингла с седьмого студийного альбома группы, Escape (1981), выпущенного на Columbia Records. Авторство песни разделено между вокалистом группы Стивом Перри, гитаристом Нилом Шоном и клавишником Джонатаном Кейном. По своему жанру определяемый как среднетемповый рок-гимн и пауэр-баллада, «Don’t Stop Believin'» запомнилась благодаря особым вступительным клавишным риффам.
На заре 1980-х годов Journey стала одной из самых популярных и успешных рок-групп того времени. Перед записью нового альбома группа взяла на место ушедшего Грегга Роули клавишника Джонатана Кейна. Название песни Кейн взял из слов поощрения, которыми отец его приободрил, когда он был бедным музыкантом, живущим и подрабатывающим на бульваре Сансет в Лос-Анджелесе. Песня интересна тем, что припев в ней появляется только под конец песни; её структура состоит из двух пре-припевов и трех куплетов, прежде чем она доходит до своего центрального хука. Песня была записана всего в один подход, в студии Fantasy Studios в Беркли, Калифорния.
Сингл с песней стал большим хитом, достигнув 9-й позиции в Billboard Hot 100 и канадском Canadian Top Singles соответственно. Кроме того, по прошествии лет песня стала самой продаваемой цифровой композицией из XX века с более чем семью миллионами загрузок.

## История создания
К 1980 году калифорнийская рок-группа Journey была на пути к становлению одной из самых успешных групп той эпохи. Отказавшись от прогрессив-рок звучания, группа наняла вокалиста Стива Перри и сгладила свое звучание. Группа записала два хита, которые прошли в топ-25: "Lovin', Touchin', Squeezin'" и "Any Way You Want It". Клавишник Грегг Роли, работавший в группе со времён её основания, дружелюбно ушел в 1980 году, оставив четверку без одного из элементов её фирменного звучания. Роли порекомендовал группе пригласить Джонатана Кейна из рок-группы The Babys в качестве замены, который согласился и присоединился к группе, когда она готовилась к записи своего следующего альбома Escape (1981).
Чтобы подготовиться к написанию следующей работы, Journey арендовали склад в Окленде, штат Калифорния, где ежедневно работали над аранжировками и новыми идеями. Кейн придумал название песни и её крюк; они возникли из наставлений, которые отец часто говорил ему, когда он был борющимся музыкантом, живущим на бульваре Сансет в Лос-Анджелесе. Кейн был готов сдаваться, но каждый раз, когда он звонил домой в отчаянии, отец говорил ему: "Не переставай верить, иначе тебе конец, чувак". Гитарист Нил Шон придумал характерную басовую линию песни, а Перри предложил Кейну написать драйвовую синтезаторную партию в дополнение к этой басовой линии. Барабанщик Стив Смит дополнил ее стандартным бэкбитом и поручил Шону играть арпеджио из 16 нот над остальными инструментами, как будто он был "поездом", направляющим песню в нужную сторону.
Этот мотив послужил вдохновением и для лирики песни. Кейн и Перри решили, что образ навевает мысли об истории двух людей, оставивших прошлую жизнь в родном городе и севших на полуночный поезд, чтобы отправиться куда-нибудь еще. Перри понравилась концепция, согласно которой героями являются девушка из маленького городка и парень, выросший в городе. "Нам казалось, что у каждого молодого человека есть своя мечта, и иногда место, где ты вырос, не является местом, где тебе суждено остаться", - сказал Кейн. Они записали процесс записи на кассеты и взяли их домой для дальнейшего просмотра. Смит почувствовал, что обычный рок-бит не подходит для всей песни, поэтому он дополнил его мелодичными, синкопированными дополнениями на том-томах и колокольчиками райдов, усложняя их по мере развития песни. Песня была построена задом наперед, поскольку заглавный хук был единственным текстом, который группа разработала изначально.
Группа записала песню в студии Fantasy Studios в Беркли, штат Калифорния. В день записи Перри простудился и не смог приехать, поэтому инструментал был записан без него. Музыкантам было сложно записывать темп песни и различные части, особенно вступление Кейна и басиста Росса Вэлори. Сопродюсер Майк Стоун включил вербальный клик-трек, чтобы группа потренировалась; примерно через двадцать минут они выключили машину и записали песню вживую одним дублем. Перри присоединился к Journey на следующей неделе и также записал свой вокал всего с одного дубля. В целом, песня и соответствующий ей альбом были записаны в рамках бюджета и примерно за два месяца. Кейн был благодарен за то, что Перри придал его идеям равный вес, учитывая его статус нового члена группы.

## В популярной культуре
Эта композиция явилась частью саундтрека и смысловой мозаики финальной сцены последней серии заключительного 6-го сезона сериала «Клан Сопрано», а также в фильме «Монстр» с Шарлиз Терон в главной роли.

Песня неоднократно исполняется в телесериале «Хор» или «Лузеры» (оригинальное название «Glee»).

## Признание
В 2021 году, журнал Rolling Stone поместил песню на 133-е место в своём обновлённом списке «500 величайших песен всех времён».

## Чарты
| Чарт (1981—1982)                | Высшая позиция |
| ------------------------------- | -------------- |
| Австралия (Kent Music Report)   | 100            |
| Канада (RPM)                    | 9              |
| Нидерланды (Single Top 100)     | 50             |
| Великобритания (OCC UK Singles) | 62             |
| США (Billboard Hot 100)         | 9              |
| США (Billboard Mainstream Rock) | 8              |

## Сертификации
| Регион | Сертификация  | Продажи    |
| --- | ------------- | ---------- |
| Австралия (ARIA) | 6× Платиновый | 420 000    |
| Дания (IFPI Danmark) | Платиновый    | 90 000     |
| Мексика (AMPROFON) | Золотой       | 30 000*    |
| Великобритания (BPI) | 4× Платиновый | 2 400 000  |
| США (RIAA) · Physical | Золотой       | 500 000^   |
| США (RIAA) · Mastertone | Платиновый    | 1 000 000* |
| США (RIAA) · Digital | 5× Платиновый | 7,000,000* |
| * Данные о продажах приведены только на основе сертификации. · ^ Данные о тиражах приведены только на основе сертификации. · Данные о продажах + прослушиваниях приведены только на основе сертификации. |               |            |

## Версия LadBaby
В декабре 2020 года английский блогер LadBaby выпустил комедийную версию песни под названием «Don’t Stop Me Eatin'» с темой «сосиски в тесте» в качестве благотворительного сингла в пользу The Trussell Trust. Он вышел 18 декабря 2020 года и был официально объявлен рождественским хитом номер один 25 декабря 2020 года, став для LadBaby третьим подряд рождественским чарттоппером в Великобритании.

### Версия с Ronan Keating
Отдельная альтернативная версия была записана Ронаном Китингом и приписана LadBaby и Ронану Китингу, но на самом деле вокал принадлежал Китингу и жене LadBaby Роксане.

### История
В декабре 2020 года LadBaby анонсировали свой третий поход за первым местом в официальном хит-параде Великобритании Official Christmas. Прошлые их успешные синглы «We Built This City» и «I Love Sausage Rolls», были благотворительными в пользу The Trussell Trust.

### Чарты
| Чарт (2020)                     | Высшая позиция |
| ------------------------------- | -------------- |
| Венгрия (Single Top 40)         | 8              |
| Ирландия (IRMA)                 | 93             |
| Новая Зеландия (RMNZ)           | 12             |
| Великобритания (OCC UK Singles) | 1              |